# Fåvang
Fåvang – wieś w gminie Ringebu, w Oppland, w Norwegii. Wieś ma 663 mieszkańców (dane na dzień 1 stycznia 2016) i znajduje się na południu Gudbrandsdalen, 51 km na północ od Lillehammer. Centrum wsi (Tromsnes), w tym sklepy i tartaki, znajduje się po wschodniej stronie rzeki, około trzech mil na północ od kościoła w Fåvang. Kościół został zbudowany ok. 1630 roku, z materiałów ze starego kościoła, prawdopodobnie z XIV wieku. Świątynia została całkowicie odbudowana w 1951 roku.
Na zachodniej stronie Gudbrandsdalslågen, ok. 3 km od centrum położony jest ośrodek narciarski Kvitfjell, który był używany podczas Igrzysk olimpijskich w Lillehammer w 1994 roku. W Kvitfjell odbywa się co roku puchar świata w supergigancie i biegach zjazdowych.
Rzeka (Gudbrandsdalslågen) jest bogata w ryby.